# Banda Azul
Banda Azul é uma banda brasileira de música cristã. Esse grupo se destacou por mesclar em letras bíblicas vários ritmos, dentre eles o Rock, MPB, pop, reggae, baião e o funk.

## Formações
A Banda Azul foi formada em Belo Horizonte, Minas Gerais e contou inicialmente com a participação de Janires Magalhães Manso, fundador da banda Rebanhão, como vocalista, Guilherme Praxedes (teclados), Moisés di Sousa no baixo e vocal, além de Dudu Batera (bateria) e Dudu Guitarra (guitarra). Com a morte de Janires, o tecladista Guilherme Praxedes assumiu a função de vocalista principal do grupo. Ruben di Souza também esteve no conjunto, antes de 1992.

## História
A banda começou em 1986, quando Janires foi para Belo Horizonte e formou o grupo. O primeiro disco, Espelho nos Olhos, foi gravado em 1987. Pouco depois da primeira gravação a Banda Azul perdeu Janires, que morreu em um acidente automobilístico em janeiro de 1988. Porém a banda continuou em atividade, lançando seu disco no Palácio das Artes, no dia 31 de maio de 1988.
Em pouco tempo a Banda Azul ficou famosa em todo o Brasil e também no exterior. Em 1989, foram à Bolívia e chegaram a gravar um programa especial para a rede de televisão educativa de Cochabamba, além de realizarem espetáculos em La Paz e Santa Cruz de la Sierra. Neste mesmo ano, gravaram o segundo LP, Fim do Túnel.
Em 1994 a banda encerrou suas atividades, mas depois disso seus integrantes chegaram a se reunir três vezes, em ocasiões especiais, sendo uma delas o Mixtocrente, em 2000, no Expominas.
Em 2012, a mídia especializada divulgou que, após dezesseis anos em hiato, a banda voltou, com uma nova formação. Uma canção com a participação de Nívea Soares e novo disco serão lançados.

## Discografia
- 1987: Espelho nos Olhos
- 1989: Final do Túnel
- 1993: Pelo Sangue
- 1993: Louvor, Louvores, Louvorzão
- 1995: Festa no Céu